# Tylimanthus azoricus
Tylimanthus azoricus Grolle et Perss. é uma espécie de hepática folhosa endémica nos Açores.
.